# Norvège au Concours Eurovision de la chanson 1972
La Norvège a participé au Concours Eurovision de la chanson 1972 le 25 mars à Édimbourg. C'est la 12e participation de la Norvège au Concours Eurovision de la chanson.
Le pays est représenté par Grethe Kausland & Benny Borg et la chanson Småting (en), sélectionnés par la Norsk rikskringkasting (NRK) au moyen de la finale nationale Melodi Grand Prix.

## Sélection

### Melodi Grand Prix 1972
Le radiodiffuseur norvégien, NRK, organise l'édition 1972 du Melodi Grand Prix, pour sélectionner la chanson et l'artiste représentant la Norvège au Concours Eurovision de la chanson 1972.
Le Melodi Grand Prix 1972, présenté par Jan Voigt (no), a lieu le 19 février 1972 aux studios de la NRK à Oslo.

#### Finale
Cinq chansons ont participé à cette sélection et sont toutes interprétées en norvégien, langue nationale de la Norvège.
| Ordre | 1re prestation    | 2e prestation                | Chanson          | Points | Place |
| ----- | ----------------- | ---------------------------- | ---------------- | ------ | ----- |
| 1     | Anita Hegerland   | Gro Anita Schønn             | Happy Hippie     | 38     | 3     |
| 2     | Inger Lise Rypdal | Kirsti Sparboe               | Lillebror        | 40     | 2     |
| 3     | Hanne Krogh       | Grethe Kausland & Benny Borg | Småting          | 43     | 1     |
| 4     | Ellen Nikolaysen  | Anne-Karine Strøm            | Håp              | 33     | 4     |
| 5     | Eli Tanja         | Jan Erik Berntsen            | Et hus på landet | 30     | 5     |

Lors de cette sélection, c'est la chanson Småting (en), interprétée par Grethe Kausland et Benny Borg, qui fut choisie. Le chef d'orchestre sélectionné pour la Norvège à l'Eurovision 1972 est Carsten Klouman (en).

## À l'Eurovision
Chaque pays a un jury de deux personnes. Chaque juré attribue entre 1 et 5 points à chaque chanson.

### Points attribués par la Norvège
| 10 points | Royaume-Uni                              |
| 8 points  | Espagne Luxembourg Pays-Bas              |
| 7 points  | France Suisse                            |
| 6 points  | Allemagne Finlande Irlande Italie Monaco |
| 5 points  | Autriche Suède                           |
| 4 points  | Yougoslavie                              |
| 2 points  | Belgique Malte Portugal                  |

### Points attribués à la Norvège
| 10 points                                  | 9 points                                                         | 8 points            | 7 points          | 6 points               |
| ------------------------------------------ | ---------------------------------------------------------------- | ------------------- | ----------------- | ---------------------- |
|                                            |                                                                  |                     | - Finlande        | - Irlande - Luxembourg |
| 5 points                                   | 4 points                                                         | 3 points            | 2 points          |                        |
| - Espagne - Malte - Portugal - Yougoslavie | - Allemagne - Belgique - Monaco - Pays-Bas - Royaume-Uni - Suède | - Autriche - France | - Italie - Suisse |                        |

Grethe Kausland et Benny Borg interprètent Småting en sixième lors de la soirée du concours, suivant le Royaume-Uni et précédant le Portugal.
Au terme du vote final, la Norvège termine 14e sur les 18 pays participants, ayant reçu 73 points au total,.